# 門羅縣 (印第安納州)
門羅縣（英語：Monroe County）是美国印第安纳州中南部的一個縣。面積1,065平方公里。根據2020年美國人口普查，共有人口139,718人。縣治布盧明頓（Bloomington）。該縣成立於1818年1月14日，縣名是紀念第五任美国总统詹姆斯·门罗。